# Heteropterna chazeaui
Heteropterna chazeaui är en tvåvingeart som beskrevs av Loïc Matile 1988. Heteropterna chazeaui ingår i släktet Heteropterna och familjen platthornsmyggor.
Artens utbredningsområde är Nya Kaledonien. Inga underarter finns listade i Catalogue of Life.